# Galeodes reimoseri
Galeodes reimoseri är en spindeldjursart som beskrevs av Roewer 1934. Galeodes reimoseri ingår i släktet Galeodes och familjen Galeodidae. Inga underarter finns listade i Catalogue of Life.